# Zodion californicum
Zodion californicum är en tvåvingeart som beskrevs av Camras 1954. Zodion californicum ingår i släktet Zodion och familjen stekelflugor. Inga underarter finns listade i Catalogue of Life.